# Laxmannia paleacea
Laxmannia paleacea är en sparrisväxtart som beskrevs av Ferdinand von Mueller. Laxmannia paleacea ingår i släktet Laxmannia och familjen sparrisväxter. Inga underarter finns listade i Catalogue of Life.